# Conflict 88
Conflict 88 je plzeňská neonacistická kapela, která vznikla v roce 1994. Čísly 88 ve svém názvu odkazuje na nacistický pozdrav Heil Hitler. Její texty jsou antisemitské a rasistické. Členy skupiny jsou Tomáš Marek či Robert Fürych, v počátcích s ní hrál i Tomáš Ortel.

## Zaměření
Texty jejích písní vyzdvihují nadřazenost bílé rasy a jsou otevřeně antisemitské a rasistické. Například ve skladbě Čistej svět vyzývá posluchače: „Lidi, vyjděte ze svých domů, pojďte se přidat k nám. Už bylo dost těch všivejch Romů, jejich mrav bude potrestán.“ V písni Sláva vítězům pak např. zpívá: „Kdo vyhrává, stává se vůdcem a usedá na trůn! Sláva vítězům! Heil! Heil!“
K fanouškům kapely patří zejména krajně pravicoví extrémisté. V polovině první dekády 21. století hrála mimo jiné v Srbsku na srazu radikálních skinheadů ze spolku Combat 18, jehož název odkazuje na iniciály Adolfa Hitlera. V roce 2007 skupinu zmínila Bezpečnostní informační služba ve své výroční zprávě o extremismu, když uvedla vystoupení Conflict 88 na Fest Der Völker v německé Jeně jako příklad účasti českých neonacistů na zahraničních koncertech. Podle odborníků na extremismus od té doby texty poněkud zmírnila, v minulosti však tíhla k propagaci tzv. white power hudby. To však protiřečí výsledkům monitoringu kapely ze strany Antifašistické akce, který žádnou změnu repertoáru kapely nezaznamenal.

## Členové skupiny
Antifa skupinu v roce 2006 uváděla vedle kapely Impérium jako dvojici tehdy nejaktivnějších neonacistických hudebních uskupení. V roce 2008 Antifa uváděla, že členové skupiny Tomáš Marek a Robert Fürych byli prostřednictvím své plzeňské prodejny Original Store také výhradními českými dovozci neonacistické oděvní značky Thor Steinar a pod značkou Irminsul crew organizovali neonacistický hudební festival. Fürych byl i spoluautorem knihy rozhovorů Deset tisíc extremistů (2012).
V kapele působil také Tomáš Ortel, který byl dle tvrzení serveru romea.cz i jedním z jejích zakladatelů, což je však ničím nepodložené tvrzení. Sám Tomáš Ortel prohlásil, že se stal chvilkovým členem kapely až roku 1995. V roce 2002 si však založil vlastní skupinu Ortel. V rozhovoru na blogu v listopadu 2014 uvedl, že založení vlastní kapely považuje za posun svého přesvědčení či smýšlení, nicméně za své působení v kapele Conflict 88 se nestydí a nelituje ho.

## Diskografie
Kapela vydala alba:
- Boj národů (1994) – demo nahrávka
- Braň se! (1996)
- Vrať se k nám (1998)
- Hra nekončí (2001)
- Svatá zem (2004)
- Rudý Samet (2007)
- Saskočeská kuchyně (2009) - split album s německou kapelou Sachsonia
- Zlámaná křídla (2015)